# 比利·魯什
比利·魯什（Billy Lush，1981年11月30日—）是美國的一位演員，出生在康涅狄格州紐黑文。他最著名的作品是在殺戮一代中飾演James Trombley角色。

## 外部連結
- 比利·魯什在互联网电影资料库（IMDb）上的資料（英文）